# Matsuoka Yuya
Yuya Matsuoka (sinh ngày 15 tháng 6 năm 1978) là một cầu thủ bóng đá người Nhật Bản.

## Sự nghiệp câu lạc bộ
Yuya Matsuoka đã từng chơi cho Sanfrecce Hiroshima.